# Nhóm di chuyển Ursa Major
Nhóm di chuyển Ursa Major, nhóm di chuyển Đại Hùng, còn được gọi là Collinder 285 và hiệp hội Ursa Major hay hiệp hội Đại Hùng, là một nhóm sao di chuyển gần đó – một tập hợp các ngôi sao có vận tốc chung trong không gian và được cho là có nguồn gốc chung trong không gian và thời gian.  Trong trường hợp của nhóm Ursa Major, tất cả các ngôi sao hình thành khoảng 300   triệu năm trước.  Lõi của nó nằm cách chúng ta khoảng 80 năm ánh sáng.  Nó gồm rất nhiều các ngôi sao sáng bao gồm hầu hết các ngôi sao của chòm Bắc Đẩu.

## Khám phá và thành phần
Tất cả các ngôi sao trong Nhóm di chuyển Ursa Major đang di chuyển theo cùng một hướng với vận tốc tương tự, và cũng có thành phần hóa học tương tự và tuổi ước tính như nhau.  Bằng chứng này gợi ý cho các nhà thiên văn học rằng các ngôi sao trong nhóm có chung nguồn gốc.
Dựa trên số lượng các ngôi sao cấu thành của nó, Nhóm Di chuyển Ursa Major được cho là đã từng là một cụm sao mở, được hình thành từ một tinh vân nguyên mẫu cách đây khoảng 500 triệu năm.  Kể từ đó, nhóm đã phân tán thưa thớt  trên một khu vực khoảng 30 x 18 năm ánh sáng, có trung tâm hiện tại cách chúng ta khoảng 80 năm ánh sáng, khiến nó trở thành vật thể giống như quần tinh gần nhất với Trái Đất.
Nhóm di chuyển chính Ursa được phát hiện vào năm 1869 bởi Richard A. Proctor, người đã nhận thấy rằng, ngoại trừ Dubhe và Alkaid (Eta Ursae Majoris), các ngôi sao của khoảnh sao Bắc Đẩu đều có những chuyển động riêng hướng đến một điểm chung ở chòm Nhân Mã.  Do đó, Bắc Đẩu, không giống như hầu hết các chòm sao hoặc thiên thạch, phần lớn bao gồm các ngôi sao liên quan tới nhau.
Một số thành viên của luồng sáng hơn bao gồm Alpha Coronae Borealis (α CrB hoặc Alphecca hoặc Gemma), Beta Aurigae (Aur), Delta Aquarii (Aqr), Gamma Leporis (γ Lep) và Beta Serpentis (Ser).  Những ngôi sao sáng hơn và sáng vừa phải hiện được cho là thành viên của nhóm được liệt kê dưới đây.

## Thành viên nhóm
Tiêu chí hiện tại về tư cách thành viên trong nhóm di chuyển dựa trên chuyển động của các ngôi sao trong không gian.  Chuyển động này có thể được xác định từ các chuyển động và thị sai (hoặc khoảng cách) thích hợp đến các ngôi sao và vận tốc hướng tâm.  Một nghiên cứu được công bố năm 2003 sử dụng dữ liệu do vệ tinh Hipparcos thu thập (1989-1993) đã cải thiện đáng kể cả ước tính chuyển động và thị sai của các ngôi sao sáng gần đó, tinh chỉnh nghiên cứu về nhóm này và các nhóm chuyển động khác.
Dựa trên khoảng cách của chúng (được đo bằng Hipparcos) và cường độ sáng biểu kiến, cường độ sáng tuyệt đối có thể được sử dụng để ước tính tuổi của các ngôi sao.  Các ngôi sao trong nhóm di chuyển dường như có tuổi chung khoảng 500 triệu năm.

### Các sao cốt lõi
Cốt lõi của nhóm di chuyển này bao gồm 14 ngôi sao, trong đó 13 ngôi sao thuộc chòm sao Đại Hùng - Ursa Major và ngôi sao còn lại thuộc chòm sao Lạp Khuyển - Canes Venatici lân cận.